# Токмазея
Токмазея — село в Григориопольском районе непризнанной Приднестровской Молдавской Республики. Вместе с селом Тея входит в состав Тейского сельсовета.

## Население
| Год  | Население |
| ---- | --------- |
| 2004 | 1 675     |
| 2011 | 1 575     |
| 2015 | 1 187     |

## История
Первое документальное упоминание о селе Токмазея датировано 1790 годом.
В советский период здесь были организованы 4 бригады в составе колхоза «Патрия» с правлением в селе Тея.
В Токмазее открылись восьмилетняя школа, клуб с киноустановкой, библиотека, ателье бытового обслуживания населения, почтовое отделение, детский сад, магазин.

## География
Село расположено на расстоянии 35 км от города Григориополь и 28 км от города Тирасполь.